# Charles Henry Smyth Jr.
Charles Henry Smyth Jr. (/θjsmaɪθ/; 31 de março de 1866 – 4 de abril de 1937) foi um geólogo e petrologista norte-americano. Nascido em uma família proeminente no norte do estado de Nova York, ele estudou geologia na Universidade de Columbia antes de se tornar professor de geologia no Hamilton College e na Universidade de Princeton. Em Princeton, ele fortaleceu o programa de pós-graduação do Departamento de Geologia.
Smyth especializou-se em petrologia, geologia química e geologia econômica. Ele mostrou a origem sedimentar dos depósitos de minério de ferro perto de sua terra natal, Clinton, Nova York, mapeou a geologia das montanhas Adirondack ocidentais e publicou uma monografia bem conhecida sobre as origens das rochas ígneas alcalinas. Foi membro da Associação Americana para o Avanço da Ciência, da Sociedade Filosófica Americana e da Sociedade Geológica da América.

## Família
Smyth nasceu em 31 de março de 1866, em Oswego, Nova York, o segundo filho de Alice DeWolf Smyth e Charles Henry Smyth Sr. Em 1873, mudou-se com sua família para a vizinha Clinton, Nova York. Sua mãe pertencia a uma conhecida família bancária e industrial de Oswego. Seu pai era um proeminente empresário local, ocupando cargos executivos na Franklin Iron Works, no Clinton Bank e na empresa que administrava a Ponte Suspensa das Cataratas do Niágara. Ele também serviu na sacristia da igreja episcopal local e foi general de brigada na Guarda de Nova York. A família era considerada parte da elite local em Clinton. Katharine Blunt era sua prima de primeiro grau.
Em 30 de julho de 1891, o jovem Smyth casou-se com Ruth Anne Phelps, de Shreveport, Louisiana. Eles tiveram dois filhos, Charles Phelps Smyth (1895–1990) e Henry DeWolf Smyth (1898–1986). Ambos se tornaram professores de ciências na Universidade de Princeton.

## Educação
Smyth estudou na Clinton Grammar School em sua juventude. Ainda jovem se interessou por geologia: sua região natal, no norte do estado de Nova York, tinha muitos fósseis e o negócio de sua família envolvia a extração do minério de ferro local. Em 1884, ingressou no Hamilton College, em Clinton, onde estudou ciências. Depois de um ano, transferiu-se para a Escola de Minas da Universidade de Columbia. Na Columbia foi presidente do Glee Club. Se formou em 1888 como um dos três melhores alunos de sua turma.
Smyth continuou seus estudos na Universidade Cornell com James Furman Kemp e na Universidade de Harvard com Nathaniel Shaler. Ele também trabalhou como químico analítico na Franklin Iron Works, empresa de seu pai. Obteve seu doutorado em geologia pela Columbia em 1890 escrevendo uma dissertação intitulada "A origem do minério de ferro do tipo Clinton". Ele então passou mais um ano estudando petrologia na Universidade de Heidelberg com Harry Rosenbusch, o especialista mundial na área.

## Carreira

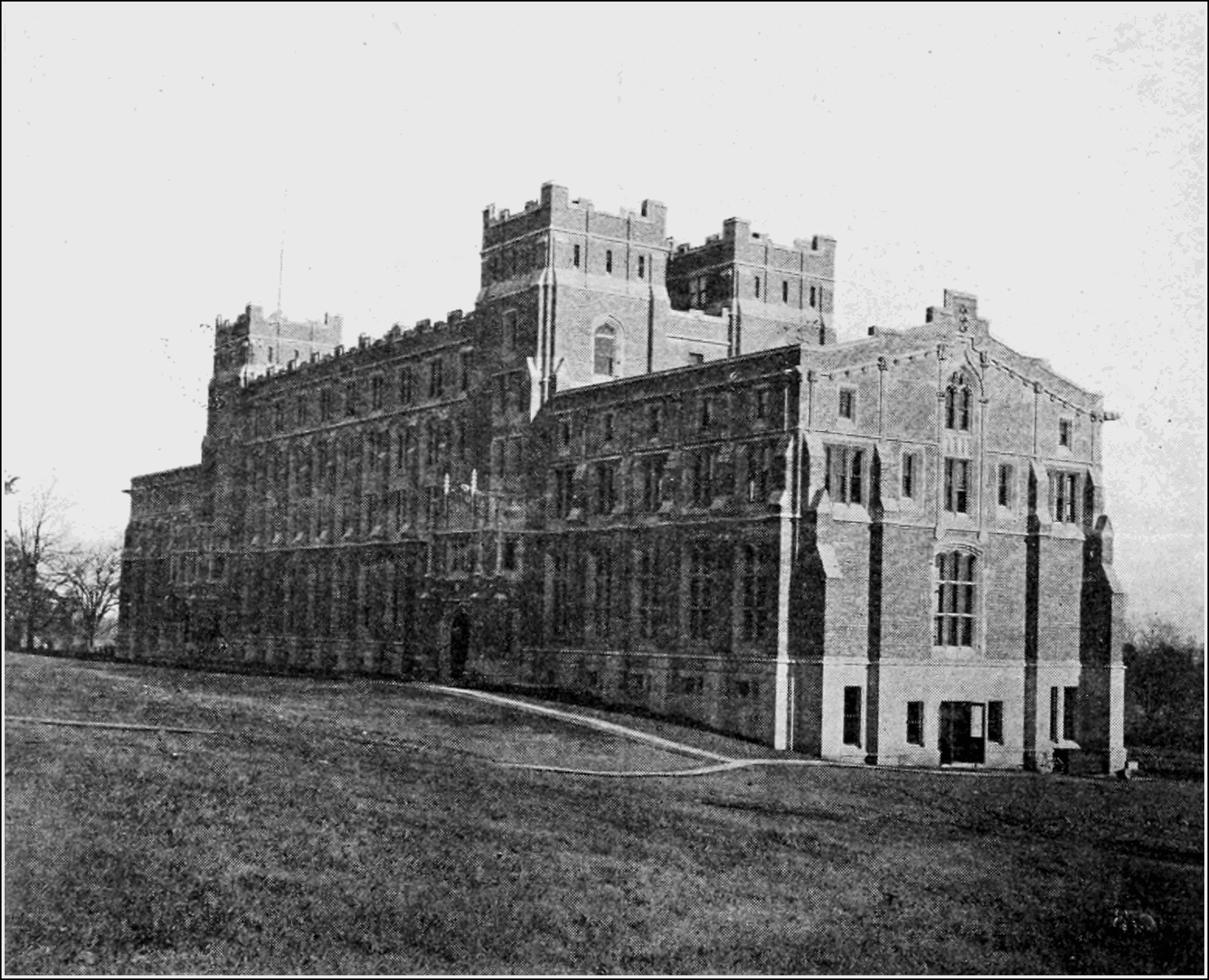
Desde 1909, Guyot Hall abrigou o Departamento de Geologia da Universidade de Princeton, onde Smyth lecionou de 1905 a 1934

Em 1891, Smyth retornou ao Hamilton College para se tornar o Stone Professor de História Natural. Além de suas funções de professor em Hamilton, Smyth passou todos os verões de 1892 a 1903 fazendo trabalho de campo para o Museu do Estado de Nova York, no oeste das montanhas Adirondack, que havia sido estudado muito pouco nos cinquenta anos anteriores. Ele colaborou com seu antigo conselheiro Kemp, que se especializou nas Adirondacks orientais, e Henry Platt Cushing, que reivindicou as seções norte e nordeste. Ele voltou ao trabalho de campo pela última vez em 1908; problemas de saúde impediram novas expedições.
Em 1905, Woodrow Wilson, então presidente da Universidade de Princeton, convenceu Smyth a ingressar no corpo docente de Princeton, onde Smyth permaneceu até se aposentar em 1934. Fortaleceu o programa de pós-graduação do Departamento de Geologia, que concedia apenas dois cursos avançados antes de 1912; durante seus 29 anos, outros 31 diplomas foram concedidos. Seus cursos de petrologia e geologia química apresentaram aos alunos assuntos relativamente novos nos Estados Unidos.
Smyth foi membro da Associação Americana para o Avanço da Ciência, membro da Sociedade Filosófica Americana e membro da Sociedade Geológica dos Estados Unidos. Ele também foi membro da Sociedade de Geólogos Econômicos, do Instituto Americano de Engenheiros de Mineração e Metalurgia, da Academia de Ciências de Washington, da Phi Beta Kappa e da Sigma Xi.

## Pesquisas

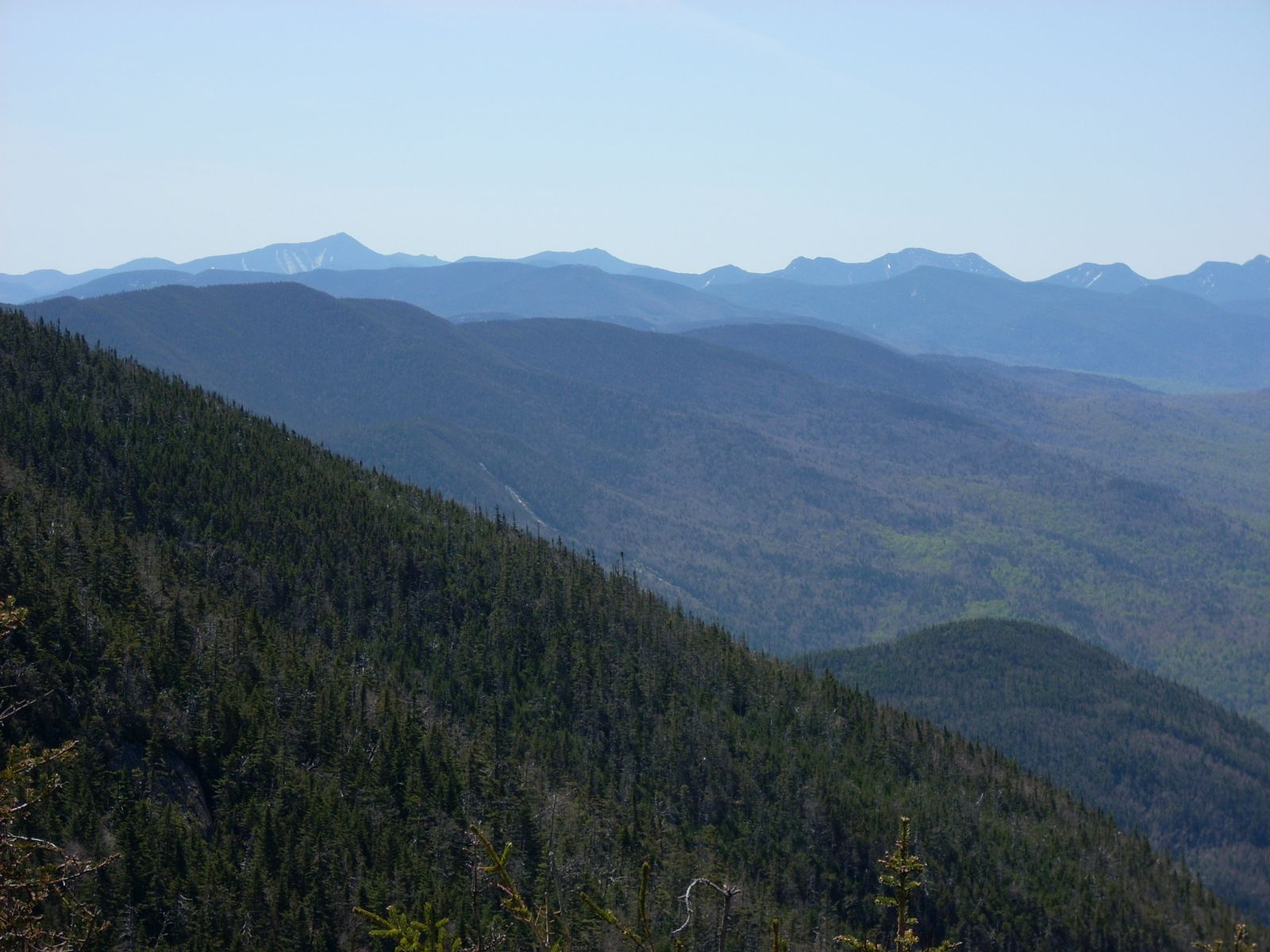
As montanhas Adirondack, onde Smyth fez grande parte de suas pesquisas.

A pesquisa de Smyth foi nos subcampos de petrologia, geologia química e geologia econômica. Quando ele começou sua pesquisa, a maioria dos geólogos anorte-mericanos que usavam a química eram mineralogistas, vulcanologistas ou especialistas em minério. Smyth foi pioneiro em petrologia química, aplicando a química a rochas comuns, nos Estados Unidos.
Na sua dissertação argumentou que o minério de ferro perto de Clinton era um sedimento primário; na época acreditava-se que os depósitos eram nódulos secundários formados por substituição de calcário primário. Seu estudante de graduação em Princeton, Albert Orion Hayes, provou um resultado semelhante sobre os minérios de ferro de sua terra natal, Wabana, Terra Nova e Labrador. Em 1919, Smyth mostrou que um mineral verde nos minérios de Clinton era a chamosita e também um sedimento primário.
O trabalho de campo de Smyth, Kemp e Cushing em Adirondacks rendeu mapas geológicos detalhados da região desafiadora. Smyth descreveu a natureza e as origens das rochas e depósitos minerais da área. Suas conclusões ainda eram amplamente aceitas no momento de sua morte em 1937.
Suas duas contribuições mais conhecidas foram seu trabalho sobre o minério de ferro de Clinton e uma monografia de 1927 sobre as origens das rochas ígneas alcalinas.

## Vida posterior e legado
Em seus últimos anos, Smyth sofreu de problemas de saúde, que um obituário do Princeton Alumni Weekly atribuiu ao "excesso de trabalho em certas partes selvagens e inacessíveis de Adirondacks". Ele contraiu amigdalite durante sua expedição de 1898 às Adirondacks e depois disso sofreu problemas cardíacos e digestivos. Morreu em 4 de abril de 1937, no Hospital de Princeton. A causa foi pneumonia e complicações de uma fratura recente de quadril.
O mineral ferrita (em inglês smythite) leva o seu nome. Suas propriedades se assemelham às das amostras de pirrotita que Smyth estudou no norte do estado de Nova York.